# Godøystraumen
Der Godøystraumen ist ein  kleiner norwegischer Gezeitenstrom, der die gleichen Gewässer verbindet wie der wesentlich bekanntere Saltstraumen. Er liegt etwa 30 Straßenkilometer (Luftlinie etwa 10 Kilometer) südöstlich der Stadt Bodø in der gleichnamigen Kommune Bodø. Das Gebiet gehört zum Fylke Nordland.

## Lage
Der Gezeitenstrom befindet sich zwischen den Fjorden Saltfjorden und Skjerstadfjorden und zwischen der Insel Godøya (auch bekannt als Knaplundsøya) und dem norwegischen Festland. Auf einer Brücke führt die Küstenstraße Fv17 über den Strom. Direkt daneben befindet sich ein Rastplatz.

## Gezeiten
Der Godøystraumen hat die gleichen Gezeiten wie sein wesentlich größerer und stärkerer Nachbar Saltstraumen. Beide Gezeitenströme ändern viermal täglich ihre Strömungsrichtung und haben ihre Tidenumkehr bedingt durch Tidal Choking ca. 1 Stunde und 41 Minuten versetzt nach Hoch- bzw. Tiefwasser des Saltfjords. Ein weiterer Gezeitenstrom, der Saltfjorden und Skjerstadfjorden verbindet, ist der Sundstraumen.